# Al Jazeera
A Al Jazeera (em árabe: الجزيرة, translit. al-jazīrah, IPA: [æl (d)ʒæˈziːrɐ]; em português, "a península") é uma rede de televisão estatal com sede em Doha, Catar, e operada pela Al Jazeera Media Network, uma organização global de notícias com 80 escritórios em todo o mundo.
Fundada em 1996 pelo Emir do Qatar, Sheik Hamad bin Khalifa Al Thani, como um canal de televisão árabe de notícias e atualidades via satélite, a Al Jazeera expandiu-se  desde então como uma rede, contando com vários canais especializados de TV e Internet, em vários idiomas.
Um dos escritórios da estação foi o único canal a cobrir, ao vivo, a Guerra do Afeganistão.
A Al Jazeera Media Network é um canal de notícias público, de acordo com a lei do Catar. Nessa estrutura, o canal recebe financiamento do governo do Catar, mas mantém sua independência editorial. Os críticos acusaram a Al Jazeera de apoiar as posições do governo do Catar, embora as plataformas e canais da Al Jazeera tenham publicado conteúdo que critica o Catar ou vai contra as leis e normas do Catar. A rede é às vezes percebida como tendo perspectivas principalmente islâmicas, promovendo a Irmandade Muçulmana e tendo um viés pró-sunita e anti-xiita em suas reportagens de questões regionais. A Al Jazeera insiste que cobre todos os lados de um debate; por exemplo, a rede diz que apresenta os pontos de vista de Israel e do Irã com igual objetividade. A Al Jazeera exibiu vídeos divulgados por Osama bin Laden.
A disposição do canal original, em árabe, de transmitir opiniões divergentes, por exemplo, em programas de entrevistas, provocou, desde o início, muita polêmica nos Estados Árabes do Golfo Pérsico.
Em junho de 2017, os governos saudita, dos Emirados, do Bahrein e do Egito exigiram o fechamento da estação de notícias como uma das treze demandas feitas ao Catar durante a crise do Catar de 2017. Porém outras redes de mídia se manifestaram em apoio à rede. De acordo com a revista The Atlantic, a Al Jazeera apresenta uma face muito mais moderada e ocidentalizada do que o jihadismo islâmico ou a rígida ortodoxia sunita e, embora a rede tenha sido criticada como sendo uma espécie de "testa de ferro"  islamista, na verdade apresenta muito pouco conteúdo especificamente religioso em suas transmissões.

## História

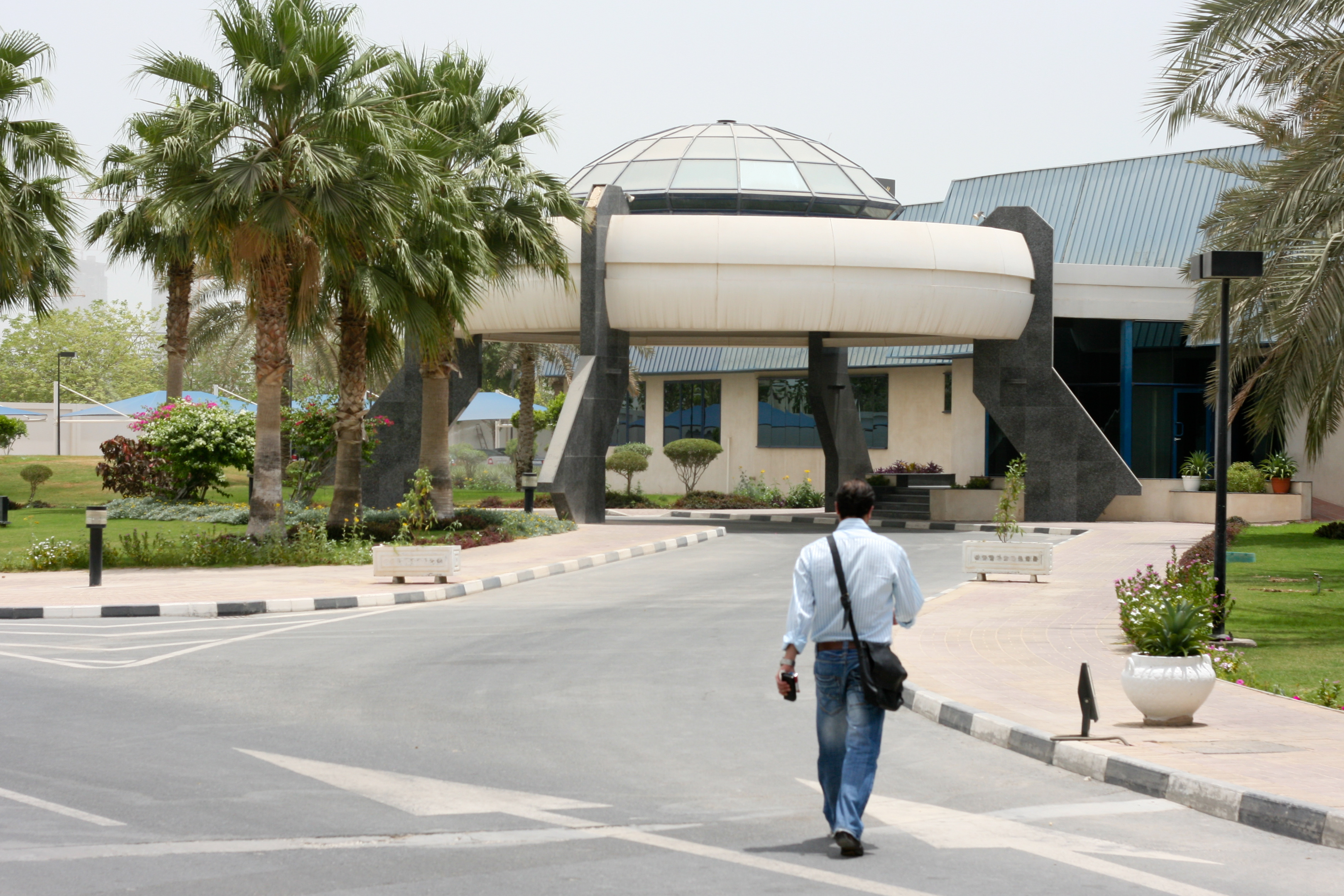
Complexo Al Jazeera em Doha, Catar

A Al Jazeera já tinha uma atuação internacional, com sucursais e correspondentes espalhados pelo mundo, mas somente começou a chamar a atenção do Ocidente ao reportar manifestações populares antiamericanas em seguida aos atentados de 11 de setembro. Sua cobertura das guerras do Afeganistão (2002) e do Iraque (2003) fugiu ao padrão ufanista geralmente adotado pelas grandes redes de TV norte-americanas.
Ao ter suas transmissões em Wall Street suspensas durante a Guerra do Iraque, sob a alegação de que as credenciais para jornalistas fornecidas pela Bolsa de Valores de Nova York se destinavam apenas a redes que oferecessem cobertura "responsável", o canal árabe se viu na inusitada posição de defender, em manifesto, a liberdade de imprensa nos Estados Unidos.
Na mesma ocasião, a Al Jazeera recebeu um prêmio por sua resistência à censura. A homenagem do grupo britânico Index on Censorship (Índice de Censura) foi concedida em razão da independência da Al Jazeera e sua reputação de divulgar notícias confiáveis. O Index é um grupo de personalidades importantes da mídia, escritores e pessoas dedicadas a defender a liberdade de expressão.
A Al Jazeera tornou-se o canal preferido dos militantes muçulmanos para divulgar suas ações, sendo mostrados inclusive estrangeiros seqüestrados no Iraque, no cativeiro ou sendo executados, neste último caso não sendo levadas ao ar as cenas mais fortes. Várias mensagens de Osama Bin Laden foram divulgadas em primeira mão pelo canal. Segundo pesquisa feita entre sua audiência, 96,2% apoiam o genocídio dos alauitas e 81% apoiam o EIIL.[carece de fontes?]
Por outro lado, as autoridades de Israel têm ocupado espaço na rede para divulgar seus pontos de vista e assim amenizar sua imagem negativa no mundo árabe.[carece de fontes?]
A audiência da emissora está em constante crescimento e é formada principalmente por telespectadores residentes em países do mundo árabe e imigrantes na Europa, principalmente na França, onde vivem 4,5 milhões de árabes ou descendentes, e na Alemanha.

### Dia e noite
Em 1 de janeiro de 1999 foi o primeiro dia de transmissão 24 horas. O emprego triplicou em um ano para 500 funcionários e a agência tinha escritórios em vários locais como União Européia e Rússia. Uma vez seu orçamento anual era estimado em 25 milhões de dólares.
Embora controverso, a Al Jazeera estava rapidamente se tornando uma das maiores e influentes agencias de notícias na região. Ansiosos por notícias além das versões oficiais de eventos, os árabes se tornaram telespectadores dedicados. Uma estimativa feita em 2000 mostrava a audiência noturna por volta dos 35 milhões, colocando a Al Jazeera em primeiro lugar no mundo árabe, à frente do Middle East Broadcasting Centre, que era patrocinada pela Arábia Saudita, e da londrina Arab News Network. Existiam quase 70 satélites ou canais terrestres sendo transmitidos para o Oriente Médio, a maioria dos quais em árabe. A Al Jazeera lançou um site em língua não árabe, em janeiro de 2001. Além disso, o sinal também estaria disponível no Reino Unido pela primeira vez através da British Sky Broadcasting.

### Guerra no Afeganistão
A Al Jazeera ganhou atenção de muitos no ocidente durante a caçada a Osama bin Laden e o Talibã no Afeganistão depois do ataques de 11 de setembro nos Estados Unidos. Ela transmitiu vídeos que recebia do Osama bin Laden e do Talibã, considerando novas imagens dos fugitivos mais procurados do mundo como notícias valiosas. Alguns criticaram a rede por dar voz a terroristas. O chefe executivo da Al Jazeera em Washington, Hafez al-Mirazi, comparou a situação com as mensagens de Ted Kaczynski para o The New York Times. A emissora disse que foram dadas gravações porque ela tinha uma grande audiência árabe.
Muitas outras redes de televisão queriam adquirir as mesmas imagens. A CNN International tinha direitos exclusivos delas por 6 horas antes que outras redes pudessem transmitir, uma provisão que foi quebrada por outras pelo menos em uma ocasião controversa. O primeiro-ministro Tony Blair logo apareceu em um talk-show da Al Jazeera em 14 de Novembro de 2001 para afirmar a situação da Grã-Bretanha em perseguir o Talibã no Afeganistão.
A proeminência da Al Jazeera cresceu durante a guerra do Afeganistão porque ela havia aberto um escritório em Cabul antes da guerra começar. Isso deu acesso melhor para gravar eventos do que outras redes, que compravam imagens da Al Jazeera por até 250 mil dólares.
O escritório em Cabul foi destruído pelos Estados Unidos em 2001. Esperando ficar à frente de outros conflitos futuros, a Al Jazeera então abriu escritórios em outras regiões de conflito.
A rede permaneceu dependente do suporte governamental até 2002, com um orçamento de 40 milhões de dolares e rendimento de anunciantes por volta de 8 milhões. Ela também recebia pagamentos por compatilhar suas notícias com outras redes. Ela tinha estimadamente 45 milhões de telespectadores ao redor do mundo. A Al Jazeera logo teria de lidar com um novo rival, Al Arabiya, uma ramificação da Middle East Broadcasting Center, que foi criada em Dubai com apoio financeiro da Arábia Saudita.

### Guerra no Iraque de 2003
Antes e durante a invasão dos Estados Unidos no Iraque, onde a Al Jazeera estava presente desde 1997, as instalações da rede e gravações foram novamente procuradas por redes internacionais. O canal e seu website também estavam ganhando atenção sem precendentes de telespectadores que estavam procurando alternativas para relatórios incorporados e conferências da imprensa militar.
A Al Jazeera mudou sua cobertura de esportes para um canal novo e separado em 1° de Novembro de 2003, permitindo mais notícias e programação de relações públicas no canal original. Um website em inglês foi lançado no começo de Março de 2003. O canal tinha entre 1300 e 1400 empregados, dito pelo editor da redação para o The New York Times.  Haviam 23 escritórios ao redor do mundo e 70 correspondentes estrangeiros, com 450 jornalistas ao todo.
Em 1 de abril de 2003 um avião estadunidense atirou no escritório da Al Jazeera em Bagda, matando o reporter Tareq Ayyoub. O ataque foi considerado um engano; No entanto, o Catar tinha dado aos Estados Unidos um mapa preciso da localização do escritório para poupá-lo do ataque.
Afshin Rattansi se tornou o primeiro jornalista do canal transmitido em inglês depois de deixar a BBC Today Programme depois da morte do cientista de governo do Reino Unido David Kelly.

## Organização
O canal original da Al Jazeera foi lançado em 1 de novembro de 1996 por um decreto emir com um empréstimo de 500 milhões de Riais Catarenses (137 milhões de dolares) do emir do Catar, Sheikh Hamad bin Khalifa. Pelo financiamento através de emprestimos e concessões ao invés de subsídios governamentais diretos, o canal afirma manter uma política editorial independente. O canal começou a transmitir no final de 1996, com muitos funcionários admitidos a partir da estação de televisão árabe BBC World Service, uma co-propriedade da Arábia Saudita, que fechou em 1 de abril depois de dois anos de operação devido à demandas de censura pelo governo saudita. O logotipo da Al Jazeera é uma representação decorativa do nome da rede escrita usando caligrafia árabe. Ela foi selecionada pelo fundador da estação, emir do Catar Sheikh Hamad bin Khalifa, como a vencedora de um concurso de design.

### Quadro de funcionários
A Al Jazeera reestruturou suas operações de uma rede que continha todos seus canais diferentes. Wadah Khanfar, então diretor administrativo do Arabic Channel, foi nomeado como diretor geral da Al Jazeera Media Network. Ele também agiu como diretor administrativo do Arabic Channel. Khanfar resignou em 20 de setembro de 2011 afirmando que ele tinha alcançado suas metas originais, e que 8 anos foi o suficiente para qualquer líder de uma organização, em uma entrevista para a Al Jazeera inglesa. Amed bin Jassim Al Thani substitui Khanfar e serviu como deretor geral do canal de setembro de 2011 até junho de 2013 quando ele foi nomeado ministro da economia. O presidente do canal é Hamd bin Thamer Al Thani. O diretor geral atual é o Dr. Mostefa Souag.
O editor chefe do website árabe é Mustafa Souag, que substituiu Ahmed Sheikh. O website tem mais de 100 funcionários de edição. O diretor administrativo de Al Jazeera inglesa é Al Anstei. O editor chefe do website inglês é Mohamed Nanabhay que gerencia o site desde 2009. Editores prévios também incluem Baet Witschi e Russel Merryman.
Personalidades proeminentes de transmissão incluem Faisal al-Qassem, anfitrião do talk-show The Opposite Direction, Ahmed Mansour, anfitrião do programa Without Borders (bi-la Hudud) e Sami Haddad.
O antigo chefe do escritório em Irã e Beirute era Ghassan bin Jiddo. Ele se tornou uma figura influente na emissora com seu programa Hiwar Maftuh, um dos programas mais assistidos. Ele também entrevistou Nasrallha em 2007 e produziu um documentário sobre o Hezbollah. Alguns sugeriram que ele poderia substituir Wadah Khanfar. No entanto, bin Jiddu resignou de seu trabalho depois de desacordos políticos com a estação.

## Alcance
Muitos governos no Oriente Médio controlam os meios de comunicação, existindo censura governamental para impactar a cobertura de mídia e opiniões públicas, levando assim objeções internacionais em relação à liberdade de imprensa e cobertura enviesada de mídia. Alguns estudiosos e comentadores usam a noção de objetividade contextual, que realça a tensão entre objetividade e apelo à audiência, para descrever controversa porém popular abordagem de notícias.
Cada vez mais as entrevistas de Al Jazeera e outras imagens são retransmitidas em canais americanos, britânicos e em outros canais ocidentais tais como CNN e a BBC. Em janeiro de 2003 a BBC anunciou que assinaria um acordo com Al Jazeera para compartilhar instalações e informações, incluindo gravações de notícias.
A disponibilidade de Al Jazeera através do Oriente Médio mudou o cenário televisivo da região. Anterior à chegada da emissora, muitos cidadãos do Oriente Médio eram incapazes de assistir canais de TV que não fossem controlados pela estações televisivas nacionais. Al Jazeera introduziu um nível de liberdade de expressão na televisão que era previamente desconhecido em muitos desses países. Al Jazeera apresentou opiniões controvérsias em relação a governos de muitos estados árabes no Golfo Persa, incluindo Arábia Saudita, Kuwait, Bahrein, e Catar; ela também apresentou opiniões controversas sobre a relação da Síria com o Líbano, e com o judiciário egípcio. Críticos acusam Al Jazeera de sensacionalismo para aumentar audiência. As transmissões de Al Jazeera algumas vezes resultam em ações drásticas: por exemplo, quando, em 27 de janeiro de 1999, críticos do governo argelino apareceram no programa ao vivo El-Itidjah el-Mouakass (“The Opposite Direction”), o governo argelino cortou a eletricidade de grande parte da capital Argel (e supostamente também grande partes do país) para impedir que o programa fosse visto.
Na época, Al Jazeera não era geralmente conhecida no ocidente, mas onde era conhecida a opinião geralmente era favorável e Al Jazeera afirmava ser a única televisão politicamente independente no Oriente Médio. No entanto, foi somente em 2001 que Al Jazeera conseguiu reconhecimento internacional, quando transmitiu gravações dos líderes da rede al-Qaeda.
Alguns observadores destacam que Al Jazeera tem uma autoridade formidável como formadora de opinião. Noah Bonsey e Jeb Kookgler, por exemplo, ao escreverem para o Columbia Journalism Review, acreditam que a maneira pela qual a emissora cobre qualquer acordo de paz entre Israel e Palestina pode determinar se tal acordo será aceito pelo povo palestino ou não :

A tremenda popularidade do canal tem também, para o melhor ou para o pior, formado a opinião pública. A sua cobertura geralmente determina o que se torna uma história ou não, assim como o que os telespectadores árabes pensam sobre as questões. Quer na Arábia Saudita, Egito, Jordânia ou Síria, as reportagens destacadas e as críticas feitas por convidados nos programas noticiosos de Al Jazeera têm muitas vezes afetado significantemente o curso dos eventos na região.
Na Palestina a influência da emissora é particularmente forte. Sondagens recentes indicam que, na Cisjordânia e em Gaza,  Al Jazeera é a principal fonte de notícias para incríveis 53,4 % dos telespectadores palestinianos. O segundo e terceiro canais mais assistidos, Palestine TV e Al Arabiya, têm uns distantes 12,8 % e 10 %, respectivamente. O resultado do domínio de mercado por Al Jazeera faz com que ela mesma se torne um motor e um agitador  na política palestiniana, ajudando a criar percepções públicas e a influenciar o debate. Isso tem implicações óbvias para o processo de paz: como Al Jazeera cobre as deliberações e o resultado de qualquer acordo negociado com Israel irá moldar fundamentalmente a forma como é visto – e, mais importante, se é aceite pelo povo palestiniano.

A vasta disponibilidade de Al Jazeera no mundo árabe “operando com menos limitação de que qualquer canal árabe e mantendo-se a canal mais popular na região” tem sido percebido como tendo parte na Primavera Árabe, incluindo as revoluções tunisinas e egipcias. O The New York Times afirmou em Janeiro de 2011: “Os protestos que abalam o mundo árabe nessa semana tem um fio ligando todos eles: Al Jazeera (...) cuja cobertura agressiva tem ajudado a impulsionar emoções insurgentes de uma capital para outra.” O jonal citou Marc Lynch, um professor de Estudos do Oriente Médio na George Washington University: “Eles não causam esses eventos, mas é quase impossível imaginar isso tudo acontecendo sem Al Jazeera.”
Com o aumento do alcance global e da influência da rede, alguns estudiosos, como Adel Iskandar, reconhecem que a rede árabe de notícias tem sido, de fato, objeto de muito debate, sendo ora descrita como "radical", pelos seus detratores, ora como parte da "mídia alternativa" ou "contra-hegemônica", pelos seus admiradores. Desde o início da guerra no Afeganistão, em outubro de 2001, a Al Jazeera, que já gozava de imensa popularidade no mundo árabe, solidificou sua reputação como fonte de notícias "alternativas" para grande parte do hemisfério ocidental. Mas, segundo Iskandar, a Al Jazeera tem uma posição ambivalente - em alguns casos, serve como a única voz de dissidência discursiva; em outros, atuaria como uma grande emissora mainstream,  não apenas no mundo árabe, mas globalmente.
Já segundo Powers e Nawawy, Al Jazeera apresenta uma nova direção no discurso de fluxo de notícias internacionais e mostra vozes subrepresentadas pela mídia popular tradicional. Com base nos resultados de um estudo feito em seis países sobre hábitos de visualização da mídia e disposições culturais, políticas e cognitivas dos telespectadores de Al-Jazeera English, em comparação com os telespectadores da CNN International e da BBC World, os autores concluem que:
1. os espectadores de todo o mundo recorrem a determinadas emissoras para afirmar suas opiniões, em vez de informá-las, o que significa que a mídia global de notícias geralmente reforçará as atitudes e os estereótipos de 'outros' culturais;
2. quanto mais tempo os espectadores assistem  a Al-Jazeera English, menos dogmáticos eles se tornam e, portanto, mais abertos a opiniões alternativas ou mesmo conflitantes.[45]

## Canal infantil
Al Jazeera também lançou ao ar o  Jazeera Children Channel (JCC), um canal de TV voltado exclusivamente para as crianças. Com uma programação a princípio apenas em árabe, a emissora infantil é uma iniciativa conjunta do governo do Catar e da multinacional francesa Lagardère Images.
O público-alvo são crianças entre 3 anos e 15 anos, divididas em três faixas de programação: ‘pré-escola’ (3 a 6 anos), ‘pré-adolescentes’ (7 a 10 anos) e ‘adolescentes’ (11 a 15 anos).
O JCC tem 235 funcionários e escritórios no Cairo (Egito), em Beirute (Líbano),Amã (Jordânia), Rabat (Marrocos) e Paris. Seu sinal é aberto e transmitido para 22 países árabes e para a Europa, pelos satélites Hot Bird 6 e Badr-4 (também conhecido como Arabsat 4B).

## Canal em inglês

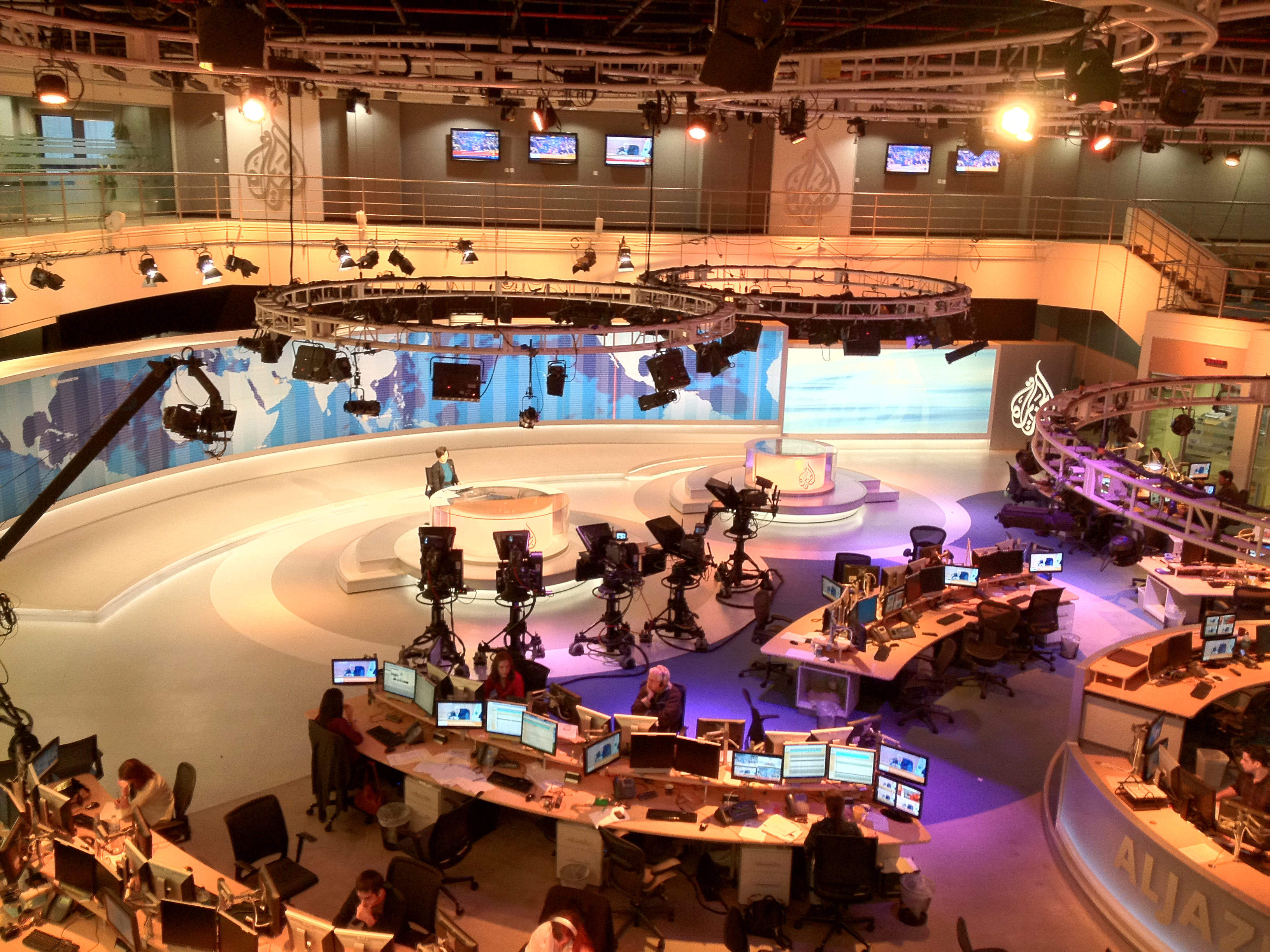
Estúdios da emissora Al Jazeera English em Doha, no Catar

Em 15 de novembro de 2006, Al Jazeera lançou mundialmente seu canal de notícias em inglês, com o objetivo de enfocar os acontecimentos do Oriente Médio sob uma visão árabe, para um público acostumado a versões ditadas pelos interesses políticos de Washington e Londres. Inicialmente anunciado com o nome Al Jazeera International, teve seu nome alterado para Al Jazeera English.
A emissora tem planos de atingir um público de 80 milhões de pessoas em 47 países, onde é transmitida por operadoras de cabo ou via satélite. Ela pode ser assistida mundialmente através da Internet. No Brasil, pode ser vista também através de uma antena parabólica sintonizada no satélite Intelsat 9. Em Portugal, pode ser também assistido através de uma antena parabólica sintonizada em qualquer um desses satélites: Astra 1M, Eurobird 1, Hispasat 1C, Hot Bird 6, Badr-4 (em banda Ku) ou Intelsat 10 (para banda C). Em Macau e Timor-Leste o canal é exibido também via satélite através dos satélites AsiaSat 3S e Intelsat 10 (ambos em banda C). Para Angola, Moçambique, Guiné Equatorial, São Tomé e Príncipe e grande parte da África, a emissora pode ser vista por satélite através do Intelsat 10.
Os planos de audiência podem sofrer alterações porque a maior operadora de cabo dos Estados Unidos, a ComCast, com sede em Detroit, voltou atrás num acordo feito com Al Jazeera e teve que ser substituída por uma operadora de satélite de menor alcance.
As redações da emissora em inglês ficam em Washington, D.C., Londres, Kuala Lumpur e Doha. O canal transmite durante as 24 horas do dia.

## Controvérsias

### Censura de documentário sobre escravatura
Em agosto de 2018, foi noticiado que a Al Jazeera havia censurado As Rotas da Escravatura (no Brasil, Rotas da Escravidão), uma série documental europeia (produção luso-franco-belga de Compagnie des Phares et Balises, ARTE France, Kwassa Films, RTBF, LX Filmes, RTP e Inrap). Todo o primeiro episódio, que versava sobre  "o processo que levou o Império Muçulmano a tecer de forma duradoura uma imensa rede de tráfico de escravos pela África, Médio Oriente e Ásia"  foi eliminado. Em troca, a rede de televisão afirmou que  a escravatura em África foi uma prática fundada pelos portugueses.
O amplo envolvimento muçulmano no comércio de escravos é um facto historicamente estabelecido pelos  historiadores; entre outros, Bernard Lewis dedicou-se a esse tema no seu livro Race and Slavery in the Middle Eastː an Historical Enquiry.

### Fechamento da rede de TV Al Jazeera em Israel
Em 1 de abril de 2024, o Parlamento de Israel, aprovou a lei que permite ao governo fechar a rede de TV Al Jazeera no país. O projeto contou com 71 votos a favor e 10 contra. Antes mesmo da votação, o primeiro-ministro Benjamin Netanyahu havia afirmado, por meio do porta-voz de seu partido, o Likud, que "tomará medidas imediatas para fechar a Al Jazeera, de acordo com o procedimento estabelecido na lei".
Em 5 de maio, o Estado de Israel ordenou o fechamento dos escritórios locais da rede de TV Al Jazeera, aumentando a disputa entre a emissora e o governo do primeiro-ministro Benjamin Netanyahu. A Al Jazeera saiu do ar do principal serviço de TV por assinatura de Israel horas após a ordem.

### Fechamento da rede de TV Al Jazeera na Palestina
No dia 1 de janeiro de 2025, a Autoridade Palestina anunciou a suspensão da TV Al Jazeera em seus territórios. De acordo com a agência de notícias palestinas Wafa, descreve que "Essa decisão foi tomada em resposta à insistência da Al Jazeera em transmitir materiais provocativos, relatórios considerados enganosos, e ao incentivo de desinformação e de incitação à discórdia, interferindo nos assuntos internos palestinos". Segundo a mesma agência, declara que a comissão ministerial especializada, composta pelos ministérios da Cultura, Interior e Comunicações, decidiu suspender as transmissões e congelar todas as atividades do canal de televisão por satélite Al Jazeera e de seu escritório na Palestina. A decisão também inclui a suspensão  do trabalho de todos os jornalistas, funcionários, equipes e canais afiliados até que sua situação legal seja regularizada, devido às violações da Al Jazeera às leis e regulamentos vigentes na Palestina.